# Peter Benoit

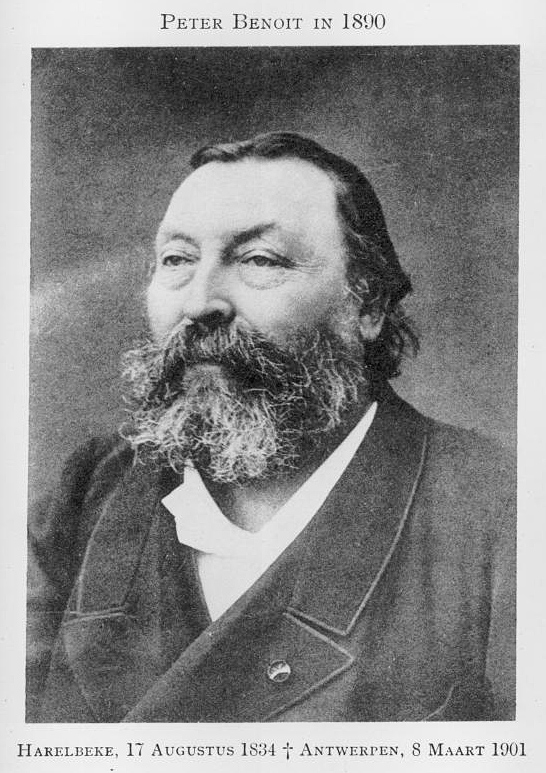
Peter Benoit, 1890

Peter Leonardus Benoit (* 17. August 1834 in Harelbeke; † 8. März 1901 in Antwerpen) war ein belgischer Komponist.

## Leben
Peter Benoit absolvierte von 1851 bis 1855 ein Musikstudium am Konservatorium von Brüssel und betätigte sich fortan als Dirigent (Parktheater) und Komponist, insbesondere von Bühnenwerken und Kantaten. 1857 wurde er mit dem Prix de Rome ausgezeichnet für seine Kantate Le Meurtre d’Abel. Ab 1858 weilte er für längere Zeit in Deutschland (Köln, Bonn, Leipzig, Dresden, Berlin, München). 1861 ernannte man ihn zum Orchesterleiter am Théâtre des Bouffes-Parisiens. 1867 berief man ihn zum Direktor der Flämischen Musikschule (Vlaamsche Muziekschool) Antwerpen, die 1898 den Rang eines Staatskonservatoriums erhielt und fortan Königliches Konservatorium hieß.
Ab 1880 war er korrespondierendes und ab 1882 ordentliches Mitglied der Königlichen Akademie der Wissenschaften und Schönen Künste von Belgien (Classe des Beaux-Arts).
Benoit erwähnte zwar in Pour Don Carlos Freimaurer und den Grand Orient de France, war selbst jedoch kein Freimaurer.
Er wurde auf dem Friedhof Schoonselhof in Antwerpen bestattet.

## Werke

### Bühnenwerke
- 1857 Das Bergdorf (Het dorp in ’t gebergte). Oper
- 1859 Le Roi des Aulnes. Einaktige Oper
- 1867 Isa. Oper in drei Akten
- 1876 Charlotte Corday. lyrisches Drama 5 Akte
- 1876 De Pacificatie van Gent. lyrisches Drama 5 Akte
- 1892 Karel van Gelderland. lyrisches Drama 5 Akte
- 1893 Het Meilief. pastorales Singspiel 3 Akte
- 1895 Pompeja. Oper

### Oratorien
- 1865 Lucifer
- 1868 Die Schelde (De Schelde)
- 1873 Der Krieg (De Oorlog)
- 1889 Der Rhein (De Rijn)

### Kantaten
- 1857 Le Meurtre d’Abel
- 1875 De Leie
- 1877 Rubenskantate
- 1878 De Wereld in Kinderkantate
- 1880 De muze der geschiedenis
- 1886 Treur- en triomfzang of Conscience herdacht

### Geistliche Musik
- Ave Maria op. 1, August Neithardt gewidmet
- Weihnachtsmesse (Kerstmis)
- Messe solennelle
- Te Deum
- Requiem
- 1871 Drama Christi
- Quadrilogie religieuse

### Andere Werke
- Konzert für Flöte und Orchester Symphonische Dichtung, opus 43a
- Konzert für Piano und Orchester Symphonische Dichtung, opus 43b
- Le Roi des aulnes
- Opgewekt für Oboe Solo